# Posidònies
Les Posidònies  (grec antic: Ποσειδώνια) eren els festivals celebrats arreu de l'antiga Grècia en honor del déu Posidó.
A l'illa d'Egina, les Posidònies eren una panegiris, és a dir, que hi participaven tots els habitants de l'illa. Conta Ateneu de Nàucratis que, en una ocasió, l'hetera Frine es va passejar nua fins a submergir-se dins la mar davant tots els eginetes congregats amb motiu de les Posidònies.